# 1574 Meyer
1574 Meyer (1949 FD) là một tiểu hành tinh nằm phía ngoài của vành đai chính được phát hiện ngày 22 tháng 3 năm 1949 bởi L. Boyer ở Algiers.